# Paçà, Llauró i Torderes

Localització de Paçà, Llauró i Torderes respecte del Rosselló

Paçà, Llauró i Torderes (Passa-Llauro-Tordères en francès) va ser un municipi de la comarca nord-catalana del Rosselló. Tingué una existència curta: setze anys. Fou fundat l'1 de març del 1973 per la fusió dels antics municipis independents de Llauró, Paçà i Torderes, en una fusió similar a moltes altres a la Catalunya del Nord fruit del despoblament de la zona. Les tres comunes originals fores restablertes el 30 de setembre del 1989.
Tenia el codi postal 66300.

## Batlles
| Data inicial | Fi del mandat | Nom            |
| 1973         | 1977          |                |
| 1977         | 1983          |                |
| 1983         | 1989          | Robert Girbaud |